# Alex Kuznetsov
Alex Kuznetsov (Kiev, 5 febbraio 1987) è un tennista statunitense.

## Biografia
Ucraino di nascita, si è trasferito quasi subito negli USA con la famiglia. Ha vissuto l'infanzia nei pressi di Filadelfia; attualmente risiede a Tampa.

## Carriera
Ottenne il suo best ranking in singolare il 16 aprile 2007 con la 158ª posizione mentre nel doppio divenne il 24 settembre 2007, il 78º del ranking ATP.
In singolare, in carriera, vinse tre tornei facenti parte dell'ATP Challenger Series arrivando, inoltre, nel 2007 al secondo turno dell'Australian Open; in quell'occasione dopo aver superato il torneo di qualificazione e l'australiano Peter Luczak al primo turno, venne sconfitto dal connazionale James Blake in tre rapidi set: 4-6, 1-6, 2-6.
Il miglior risultato nei tornei del grande slam fu, tuttavia, ottenuto in doppio agli US Open 2007 in coppia con Jesse Levine. Entrati in tabellone grazie ad una wild card, raggiunsero, infatti, il terzo turno dopo aver sconfitto nell'ordine le coppie formate dallo slovacco Dominik Hrbatý e dall'israeliano e poi la coppia francese composta da Arnaud Clément e Michaël Llodra. Al turno successivo la sconfitte venne per mano dei cechi Lukáš Dlouhý e Pavel Vízner in due set.

## Statistiche

### Tornei minori

#### Singolare

##### Vittorie (3)
| Legenda tornei minori |
| Challenger (3)        |
| Futures (0)           |

| Numero | Data             | Torneo                                         | Superficie  | Avversario in finale | Punteggio   |
| 1.     | 17 luglio 2006   | Comerica Bank Challenger, Aptos                | Cemento     | Gō Soeda             | 6-1, 7–6(4) |
| 2.     | 29 giugno 2009   | Nielsen USTA Pro Tennis Championship, Winnetka | Cemento     | Tim Smyczek          | 6-4, 7–6(1) |
| 3.     | 14 novembre 2011 | JSM Challenger of Champaign-Urbana, Champaign  | Cemento (i) | Rik De Voest         | 6-1, 6-3    |

##### Sconfitte in finale (6)
| Legenda tornei minori |
| Challenger (4)        |
| Futures (2)           |

| Numero | Data            | Torneo                                           | Superficie  | Avversario in finale | Punteggio        |
| 1.     | 17 gennaio 2005 | Star Island Classic, Kissimmee                   | Cemento     | José de Armas        | 1-6, 4-6         |
| 2.     | 9 maggio 2005   | Eagle Landing Tennis Classic, Orange Park        | Terra rossa | José de Armas        | 4-6, 5-7         |
| 3.     | 5 novembre 2007 | Music City Challenger, Nashville                 | Cemento (i) | Jesse Levine         | 6-3, 2-6, 6(5)–7 |
| 4.     | 4 maggio 2009   | Tail Savannah Challenger, Savannah               | Terra verde | Michael Russell      | 4-6, 6(6)–7      |
| 5.     | 20 luglio 2009  | Fifth Third Bank Tennis Championships, Lexington | Cemento     | Harel Levy           | 4-6, 6-4, 2-6    |
| 6.     | 24 gennaio 2011 | Honolulu Challenger, Honolulu                    | Cemento     | Ryan Harrison        | 4-6, 6-3, 4-6    |

#### Doppio

##### Vittorie (9)
| Legenda tornei minori |
| Challenger (4)        |
| Futures (5)           |

| Numero | Data              | Torneo                                      | Superficie  | Compagno         | Avversari in finale              | Punteggio           |
| 1.     | 25 novembre 2004  | USA Honolulu Futures, Honolulu              | Cemento     | Horia Tecău      | Zack Fleishman Wayne Odesnik     | Walkover            |
| 2.     | 10 gennaio 2005   | Grand Slam Men's Futures of Tampa, Tampa    | Cemento     | Miša Zverev      | Goran Dragicevic Michael Yani    | 6-4, 7-5            |
| 3.     | 17 gennaio 2005   | Star Island Classic, Kissimmee              | Cemento     | Miša Zverev      | David McNamara Frédéric Niemeyer | 6(5)–7, 6-3, 7–6(6) |
| 4.     | 9 gennaio 2006    | Grand Slam Men's Futures of Tampa, Tampa    | Cemento     | Horia Tecău      | Alex Clayton Donald Young        | 7–6(9), 6-3         |
| 5.     | 16 gennaio 2006   | Star Island Classic, Kissimmee              | Cemento     | Scott Oudsema    | Brian Wilson Jeremy Wurtzman     | 6-3, 6-2            |
| 6.     | 1º gennaio 2007   | Internationaux de Nouvelle-Calédonie, Numea | Cemento     | Phillip Simmonds | Thierry Ascione É Roger-Vasselin | 7–6(5), 6-3         |
| 7.     | 28 maggio 2007    | Baden Open, Karlsruhe                       | Terra rossa | Miša Zverev      | Michael Berrer Frederico Gil     | 6-4, 6(6)–7, 10-4   |
| 8.     | 4 giugno 2007     | Surbiton Trophy, Surbiton                   | Erba        | Miša Zverev      | James Auckland Stephen Huss      | 2-6, 6-3, 10-6      |
| 9.     | 17 settembre 2007 | Lubbock Challenger, Lubbock                 | Cemento     | Ryan Sweeting    | Rik De Voest Bobby Reynolds      | 6-3, 6-2            |

##### Sconfitte in finale (8)
| Legenda tornei minori |
| Challenger (8)        |
| Futures (0)           |

| Numero | Data             | Torneo                          | Superficie  | Compagno           | Avversari in finale              | Punteggio         |
| 1.     | 28 novembre 2005 | Orlando Challenger, Orlando     | Cemento     | Miša Zverev        | Ashley Fisher Tripp Phillips     | 0-6, 3-2          |
| 2.     | 17 aprile 2006   | Bermuda Open Challenger, Paget  | Terra verde | Jeff Morrison      | Tomáš Cibulec Robert Lindstedt   | 7–6(1), 3-6, 4-10 |
| 3.     | 30 luglio 2007   | Vancouver Open, Vancouver       | Cemento     | Donald Young       | Rik De Voest Ashley Fisher       | 1-6, 2-6          |
| 4.     | 24 marzo 2008    | AGT Challenger, León            | Cemento     | Brendan Evans      | Travis Parrott Filip Polášek     | 4-6, 1-6          |
| 5.     | 5 maggio 2008    | Rijeka Open, Fiume              | Terra rossa | Dick Norman        | Dusan Karol Jaroslav Pospíšil    | 4-6, 4-6          |
| 6.     | 8 novembre 2010  | Knoxville Challenger, Knoxville | Cemento (i) | Alex Bogomolov Jr. | Rik De Voest Izak van der Merwe  | 1-6, 4-6          |
| 7.     | 24 gennaio 2011  | Honolulu Challenger, Honolulu   | Cemento     | Robert Kendrick    | Ryan Harrison Travis Rettenmaier | Walkover          |
| 8.     | 25 aprile 2011   | Sarasota Open, Sarasota         | Terra verde | Alex Bogomolov Jr. | Ashley Fisher Stephen Huss       | 3-6, 4-6          |